# Runaway (Del Shannon)
Runaway is een single uit 1961 van Del Shannon. Het nummer is geschreven door Del Shannon (onder zijn echte naam Charles Westover) en keyboardspeler Max Crook. Het werd op 24 januari 1961 in New York opgenomen met Harry Balk als producer. 
"Runaway" kwam uit op Big Top Records (Big Top 3067) en het werd een nummer 1-hit in de Billboard Hot 100. Het bereikte de toppositie op 30 april 1961 en stond vier weken op nummer 1. Ook in Australië en Groot-Brittannië werd het een nummer 1-hit. In Nederland bereikte het de tweede plaats en in Vlaanderen de vijfde.
Del Shannon nam in 1967 een nieuwe versie op, die echter de Billboard Hot 100 niet bereikte.

## Covers
Het nummer is vele malen gecoverd, onder meer door:
- de Small Faces (album From the Beginning uit 1967)
- Elvis Presley (album On Stage uit 1970)
- Bonnie Raitt (album Sweet Forgiveness uit 1977)
- Queen + Paul Rodgers (album The Cosmos Rocks)
- de Traveling Wilburys (album Traveling Wilburys vol. 3)
- Dave in de Franse vertaling Vanina.

## NPO Radio 2 Top 2000
| Nummer met noteringen in de NPO Radio 2 Top 2000 | '99 | '00 | '01  | '02  | '03  | '04  | '05  | '06  | '07 | '08  |
| ------------------------------------------------ | --- | --- | ---- | ---- | ---- | ---- | ---- | ---- | --- | ---- |
| Runaway                                          | 667 | 731 | 1206 | 1368 | 1003 | 1566 | 1466 | 1640 | 956 | 1252 |

1. ↑  Een vetgedrukt getal geeft de hoogste notering aan.
2. ↑  Deze tabel is bijgewerkt tot en met de laatste editie (2024).